# Rio Grande (filme)
Rio Grande (bra: Rio Bravo) é um filme estadunidense de 1950 do gênero western dirigido por John Ford e produzido pela Republic Pictures. É o terceiro da chamada "Trilogia da Cavalaria" de Ford. Os outros dois foram produzidos pela RKO Pictures: Fort Apache (1948) e She Wore a Yellow Ribbon (1949).
Os três filmes foram protagonizados por John Wayne, que foi o Capitão Kirby York em Fort Apache, o Capitão Nathan Cutting Brittles em She Wore a Yellow Ribbon e finalmente o promovido Tenente-Coronel Kirby Yorke em Rio Grande.
O filme se baseia no conto "Mission With No Record" (na tradução, "Missão não-oficial") de James Warner Bellah, que foi publicado no jornal The Saturday Evening Post em 27 de setembro de 1947. O roteiro foi escrito por James Kevin McGuinness.

## Elenco
| Ator               | Personagem                   |
| ------------------ | ---------------------------- |
| John Wayne         | Tenente-Coronel Kirby Yorke  |
| Maureen O'Hara     | Kathleen Yorke               |
| Ben Johnson        | Recruta Tyree                |
| Claude Jarman Jr.  | Recruta Jeff Yorke           |
| Harry Carey Jr.    | Recruta Daniel "Sandy" Boone |
| Victor McLaglen    | Sgt. Maj. Quincannon         |
| Chill Wills        | Dr. Wilkins                  |
| J. Carrol Naish    | Gen. Philip Sheridan         |
| Grant Withers      | Delegado Marshal             |
| Peter Julien Ortiz | Capt. St. Jacques            |
| Gaylord Pendleton  | Capt. Prescott               |
| Karolyn Grimes     | Margaret Mary                |